# 徐爵民
徐爵民（1954年2月22日—），國立臺灣大學電機工程系學士、碩士、美國加州柏克萊大學電機工程與電腦科學系博士。
1988年進入工業技術研究院電子工業研究所，歷任研究員、經理、副組長、組長、副所長、中心主任、所長、副院長、院長等職務。
其後任教於國立清華大學，擔任李國鼎講座教授、電機資訊學院院長與臺灣聯合大學系統副校長等職務。
2015年1月24日-2016年5月20日，任中華民國科技部部長一職。

## 榮譽
- 國際電機電子工程師學會（IEEE）會士
- 中華民國科技管理學會會士
- 經濟部大型優良計畫主持人獎
- 台灣IC設計學會沈文仁教授紀念獎